# Ухтозеро (озеро, Онежский район)
Ухтозеро — пресноводное озеро на межселённой территории Онежского района Архангельской области.

## Общие сведения
Площадь озера — 4,7 км², площадь водосборного бассейна — 27,4 км². Располагается на высоте 203,0 метров над уровнем моря.
Форма озера продолговатая: оно более чем на три километра вытянуто с севера на юг. Берега преимущественно заболоченные.
Из южной оконечности озера вытекает река Ухта, впадающая в реку Илексу, впадающую, в свою очередь, в Водлозеро.
Острова на озере отсутствуют.
Населённые пункты и автодороги вблизи водоёма отсутствуют.
Код объекта в государственном водном реестре — 01040100311102000019138.